# Киото Санга
„Киото Санга“ ФК (Kyōto Sanga Efushī) е футболен клуб от гр. Киото, Япония.
Името на тима идва от санскритската дума санга, означаваща „клуб“, а бившето наименование Киото Пърпъл Санга е заради лилавите му екипи. В началото на Джей лигата е наложено името Киото Шико и е спонсориран от производителят на керамика „Куосега“ и известната фирма за видеоигри „Нинтендо“.

## Отличия
- Шампион на Япония: 1988
- Купа на императора: 2002 г.